# 델피 젤리
델피 젤리 이 로우라(카탈루냐어: Delfí Geli i Roura, 1969년 4월 22일, 카탈루냐 주 살트 ~)는 스페인의 전직 프로 축구 선수로, 현역 시절 우측 수비수로 활약했으며, 현재 지로나의 회장이다.

## 클럽 경력
델피 젤리는 카탈루냐 주 지로나 도 살트 출신으로, 현역 시절 공격수로 프로 무대 신고식을 치렀고, 1991년 여름부터 카스티야-라 만차 연고의 알바세테에서 활약하면서 우측 수비수로 역할을 바꿨고, 구단의 1부 리그 첫 시즌에 32번의 경기에 출전했다.
1994-95 시즌, 젤리는 알바세테 소속으로 막판 2년에 9골을 기록하는 성과를 냈고, 아틀레티코 마드리드로 이적했다. 그는 수도 연고 구단이 2년차에 2관왕을 달성하는데 주역으로 활약했고, 모든 대회를 통틀어 49경기에 출전해 2골을 넣었다.
이 당시 세군다 디비시온에 속해있던 알바세테로 복귀한 후, 31세의 젤리는 2000년에 알라베스로 이적해 1년차에 35번의 경기에 출전했고, 바스크 연고 구단은 리그 10위의 준수한 성적을 거두었다. 같은 해에는 UEFA컵 결승전에 참가했는데, 그는 결승골의 주인공이 되었는데, 그의 골은 리버풀에게 4-5로 승리를 헌납하는 자책 골든골이었다.
젤리는 2003년에 친정 구단으로 돌아가 2년 뒤에 세군다 디비시온 B에서 은퇴 무대를 치렀고, 현역 시절에 366경기 29골을, 이 중에 1부 리그에서만 343경기 출전 23골을 기록했다. 2015년 7월 9일, 그는 당시 2부 리그에 속한 지로나의 회장으로 당선되었다.

## 국가대표팀 경력
젤리는 스페인 국가대표팀 경기에 1년 동안 4번 출전했다. 그의 첫 국가대표팀 경기는 1992년 1월 15일, 토흐스 노바스에서 열린 포르투갈과의 친선경기였다.
1993년, 젤리는 카탈루냐 대표팀 경기에 2번 출전했다.

## 수상
아틀레티코 마드리드
- 라 리가: 1995–96[2]
- 코파 델 레이: 1995–96[2]